# Edrijen Rič
Edrijen Rič (eng. Addrienne Rich) (16. maj 1929 - 27. mart 2012.) je bila američka pesnikinja, esejistkinja i feministkinja. Nazvana je "jednom od najčitanijih i najuticajnijih pesnikinja druge polovine 20. veka" i dobila je priznanje da je dovela "tlačenje žena i lezbijki u centar poetskog diskursa". Rič je kritikovala rigidne forme ženskih identiteta i vrednovala ono što je nazvala "lezbijskim kontinuumom", što predstavlja ženski kontinuum solidarnosti i kreativnosti koji utiče i ispunjava živote žena.
Diplomirala je na Redklif koledžu, a potom bila predavačica na više univerziteta među kojima su Kolumbija, Harvard, Stanford i drugi.
Njenu prvu knjigu, Promena sveta (A Change of World, 1951), engleski pesnik Vistan Hju Odn je odabrao na konkursu za objavljivanje u prestižnoj ediciji mladih pesnika Jejlskog univerziteta.
Neke od njenih značajnijih knjiga su: Rezači dijamanata i druge pesme (The Diamond Cutters and Other Poems, 1955), Isečci iz albuma jedne snahe: pesme 1954-1962 (Snapshots of a daughter-in-law: poems, 1963), Želja za promenom (The Will to Change, 1971), Dvadeset jedna ljubavna pesma (Twenty-one Love Poems, 1976), Tvoja rodna zemlja, tvoj život (Your Native Land, Your Life, 1986) i druge.
Objavila je više knjiga društvene tematike, koje se uglavnom bave feminizmom i ženskim pitanjem. Posle ličnog angažmana u antiratnom pokretu tokom šezdesetih godina, pristupila je Pokretu za oslobođenje žena i izjasnila se kao lezbijka. 
Primila je više književnih nagrada, između ostalog i Nacionalnu nagradu za poeziju, koju je 1974. godine podelila sa Alenom Ginzbergom i koju je prihvatila u ime ućutkanih žena.